# Skip (azienda)
Skip Ltd. (stilizzato in skip) è uno sviluppatore di videogiochi giapponese, second party di Nintendo, il quale ha pubblicato tutti i suoi titoli. La compagnia è stata formata da ex membri Squaresoft come Kenichi Nishi e Keita Eto. Nishi ha recentemente lasciato l'azienda formandone una propria, più piccola: Route 24, che ha sviluppato  Bakushow per Nintendo DS, pubblicato in Giappone da skip.
skip Ltd. è divisa in quattro diversi team: 24 Division, 160 Division e 14 Division.

## Giochi sviluppati
| Gioco                    | Data di pubblicazione | Sviluppatore | Console           | Serie           | Note |
| ------------------------ | --------------------- | ------------ | ----------------- | --------------- | --- |
| GiFTPiA                  | 2003                  | 24 Division  | Nintendo GameCube | /               | Primo gioco di skip |
| Chibi-Robo!              | 2005                  | 24 Division  | Nintendo GameCube | Chibi-Robo!     | Primo gioco della serie Chibi-Robo!                                                                                     |
| Boundish                 | 2006                  | 15 Division  | Game Boy Advance  | bit Generations | Parte della serie uno della bit Generations                                                                             |
| Dialhex                  | 2006                  | 15 Division  | Game Boy Advance  | bit Generations | Parte della serie uno della bit Generations                                                                             |
| Dotstream                | 2006                  | 15 Division  | Game Boy Advance  | bit Generations | Parte della serie uno della bit Generations                                                                             |
| Coloris                  | 2006                  | 15 Division  | Game Boy Advance  | bit Generations | Parte della serie due della bit Generations                                                                             |
| Orbital                  | 2006                  | 15 Division  | Game Boy Advance  | bit Generations | Parte della serie due della bit Generations                                                                             |
| Soundvoyager             | 2006                  | 15 Division  | Game Boy Advance  | bit Generations | Parte della serie due della bit Generations                                                                             |
| Chibi-Robo!: Park Patrol | 2007                  | 160 Division | Nintendo DS       | Chibi-Robo!     | Sequel di Chibi-Robo!                                                                                                   |
| Archime DS               | 2007                  | Route 24     | Nintendo DS       | /               | skip lo ha solo pubblicato                                                                                              |
| Captain Rainbow          | 2008                  | 24 Division  | Wii               | /               | Vi appaiono vari personaggi Nintendo tra cui Mappo (GiFTPiA), Capitan Drago (Chibi-Robo!) e Tao (GiFTPiA e Chibi-Robo!) |
| ORBIENT                  | 2008                  | 15 Division  | WiiWare           | Art Style       | Remake di Orbital |
| CUBELLO                  | 2008                  | 15 Division  | WiiWare           | Art Style       | Primo Art Style inedito                                                                                                 |